# Penestomus armatus
Espèce
Synonymes
- Wajane armata Lehtinen, 1967

Penestomus armatus est une espèce d'araignées aranéomorphes de la famille des Penestomidae.

## Distribution
Cette espèce est endémique d'Afrique du Sud. Elle se rencontre au Cap-Occidental et au Cap-Oriental.

## Description
La carapace du mâle holotype mesure 2,1 mm.
Le mâle décrit par Miller, Griswold et Haddad en 2010 mesure 4,9 mm.

## Systématique et taxinomie
Cette espèce a été décrite sous le protonyme Wajane armata par Lehtinen en 1967. Elle est placée dans le genre Penestomus par Miller, Griswold et Haddad en 2010.

## Publication originale
- Lehtinen, 1967 : « Classification of the cribellate spiders and some allied families, with notes on the evolution of the suborder Araneomorpha. » Annales Zoologici Fennici, vol. 4, p. 199-468.